# Paul Faure
Pour les articles homonymes, voir Faure et Paul Faure (homonymie).
Ne pas confondre avec Paul Fort.
Paul Faure, né le 3 février 1878 à Périgueux (Dordogne) et mort le 16 novembre 1960 à Paris (Seine), est un homme politique français, codirigeant de la SFIO avec Léon Blum durant l'entre-deux guerres, de 1920 à 1940.

## Biographie
Né dans une vieille famille républicaine, il devient militant socialiste dès sa jeunesse et entre en politique au Parti ouvrier français (guesdiste) en 1901 en tant que rédacteur en chef du Populaire du Centre. De 1904 à 1906, il est maire de Grignols, en Dordogne.
À partir de 1915, il se rallie à la minorité de la SFIO « centriste » et pacifiste de Jean Longuet.
En 1920, il s'oppose à l'adhésion du parti à l’Internationale communiste. À partir du congrès de Tours, Faure, qui cultive le verbe marxiste, devient le patron de l'appareil socialiste en tant que secrétaire général. Il devient également  rédacteur en chef du Populaire, nouvel organe du parti.
Il est député de Saône-et-Loire de 1924 à 1932 et maire du Creusot de 1925 à 1929.
En février 1932, il intervient vivement à la Chambre des députés en accusant le groupe Creusot-Schneider d'aider au réarmement allemand, via ses implantations en Tchécoslovaquie et en Hongrie. Mais il n'en donne pas de preuves, hormis des photos de la famille Schneider avec des souverains d'Europe centrale… avant 1914, et une accusation non sourcée contre des directeurs de la firme tchèque Skoda, contrôlée par Schneider.
Il se présente à l'élection présidentielle de 1932, où il est battu au second tour par Albert Lebrun. La même année, il perd son mandat de député de Saône-et-Loire. Il retrouve un siège en novembre 1938, dans la circonscription de Charolles 2 après le décès du député Jean Laville, et le conserve jusqu'en 1940. Il est également conseiller général du canton de Gueugnon de 1938 à 1940.
Il est nommé ministre d'État dans le gouvernement Léon Blum de 1936. 
Pacifiste convaincu, il analyse mal la réalité de l'hitlérisme et les fauristes accusent les blumistes de bellicisme, d'où un clivage dans la SFIO. Il s'oppose à Léon Blum, comme chef de file de l'important courant hostile à la guerre, illustré également par Jean-Baptiste Séverac, Charles Spinasse, Julien Peschadour, André Delmas, Louis L'Hévéder, Fernand Roucayrol ou Georges Dumoulin, etc. Dénonçant la politique des blocs et le traité de Versailles, les fauristes demandent une conférence de paix qui réparerait les injustices de 1919 ; au congrès socialiste de 1939 ils obtiennent 2 200 mandats contre 2 800 pour la tendance Blum. Parmi les fauristes, une tendance plus radicale intitulée Redressement socialiste animée par Ludovic Zoretti et voyant dans l'Allemagne et l'Italie des « nations prolétaires » opprimées par la France et la Grande-Bretagne a 276 mandats sur 5 000 ; la première tendance sera tentée par la collaboration, alors que la seconde ira jusqu'au collaborationnisme avec Ludovic Zoretti, Georges Albertini, Georges Soulès.
En 1938, il soutient naturellement les accords de Munich. Lors du vote des pleins pouvoirs à Pétain le 10 juillet 1940, les députés de la tendance paul-fauriste représentent le groupe le plus important parmi les députés socialistes : 64 députés paul-fauristes sur 99 votent les pleins pouvoirs, contre 5 sur 28 chez les proches de Léon Blum. Puis, il se rallie à Vichy : il est nommé au Conseil national et parraine le journal socialiste collaborateur L'Effort. 
Le Comité d'action socialiste puis le Parti socialiste clandestin proclament son exclusion des rangs socialistes pendant la guerre. En 1944, son exclusion de la SFIO étant confirmée, Paul Faure fonde avec les socialistes épurés le Parti socialiste démocratique, qui participe au rassemblement des gauches républicaines (RGR) mais n'a pas d'impact politique notable. Il publie également de 1949 à 1960 l'hebdomadaire La République libre qui dénonce ce qu'il considère être des excès de l'épuration.
La LICA (qui devient plus tard la LICRA) dénonce rétroactivement en 1948 la « campagne raciste » que Faure mena en 1939 contre Blum. En octobre de cette année-là, il avoua qu'il redoutait la formation d'un cabinet de guerre « avec Blum installant tout Israël avec lui. »
Il est inhumé à Douville en Dordogne.

## Publications
- De Munich à la Cinquième République, Éditions de l'Élan, 1948.
- Si tu veux la paix…, Limoges, Imprimerie nouvelle, 1936 (BNF 32095167).